# Alfabeto ungherese
L'alfabeto ungherese (magyar ábécé) è l'alfabeto utilizzato per la scrittura della lingua ungherese. L'alfabeto si basa sull'alfabeto latino e ne costituisce una particolare estensione. Sono presenti lettere specifiche che servono per esprimere alcuni suoni e accenti tipici della lingua ungherese.
Si parla di piccolo alfabeto e grande alfabeto se si intende l'alfabeto che, rispettivamente, non comprende o comprende le lettere  Q, W, X, Y, non tradizionali dell'alfabeto ungherese, ma presente solo nelle parole di origine straniera. Il grande alfabeto ungherese comprende 26 lettere, 8 digrammi e un trigramma:
| A  | Á  | B | C | CS | D | DZ  | DZS | E   | É  | F  |
| G  | GY | H | I | Í  | J | K   | L   | LY  | M  | N  |
| NY | O  | Ó | Ö | Ő  | P | (Q) | R   | S   | SZ | T  |
| TY | U  | Ú | Ü | Ű  | V | (W) | (X) | (Y) | Z  | ZS |

## L'alfabeto
| Lettera | Nome             | Fonema (IPA) | Distribuzione complementare allofone (IPA) | Note |
| ------- | ---------------- | ------------ | ------------------------------------------ | --- |
| A       | a                | /ɒ/          |                                            | [ɑ̝̹] |
| Á       | á                | /aː/         |                                            | |
| B       | bé               | /b/          |                                            | |
| C       | cé               | /ts/         |                                            | |
| Cs      | csé              | /tʃ/         |                                            | |
| D       | dé               | /d/          |                                            | |
| Dz      | dzé              | /dz/         |                                            | Non si trova mai a inizio di parola |
| Dzs     | dzsé             | /dʒ/         |                                            | Quando in finale o intervocalico, di solito è geminato: maharadzsa /mɑhɑrɑdʒɑ/ [mɑhɑrɑd͡ʒːɑ] 'maharajah', bridzs /bridʒ/ [brid͡ʒː] 'bridge', ma dzsungel /dʒuŋɡɛl/ [d͡ʒuŋɡɛl] 'jungle', fridzsider /fridʒidɛr/ [frid͡ʒidɛr] coll. 'refrigerator' |
| E       | e                | /ɛ/          |                                            | |
| É       | é                | /eː/         |                                            | |
| F       | ef               | /f/          |                                            | |
| G       | gé               | /ɡ/          |                                            | |
| Gy      | gyé              | /ɟ/          |                                            | /ɟ/ da <gy> di probabile origine italiana quando si tentò di trascrivere il suono ungherese. |
| H       | há               | /h/          | 1. [ɦ] 2. ∅ 3. [x] 4. [ç]                  | |
| I       | i                | /i/          |                                            | Pronounciata come Í, solamente più corta |
| Í       | í                | /iː/         |                                            | |
| J       | jé               | /j/          | [ç], [ʝ]                                   | |
| K       | ká               | /k/          |                                            | |
| L       | el               | /l/          |                                            | |
| Ly      | ely, el ipszilon | /j/          |                                            | Una volta /ʎ/, ora /j/ |
| M       | em               | /m/          |                                            | |
| N       | en               | /n/          | [ŋ] [n]                                    | allofoni /k/, /ɡ/ |
| Ny      | eny              | /ɲ/          |                                            | |
| O       | o                | /o/          |                                            | Variante più corta di Ó |
| Ó       | ó                | /oː/         |                                            | |
| Ö       | ö                | /ø/          | Simile al tedesco Ö                        | Variante più corta di Ő |
| Ő       | ő                | /øː/         |                                            | |
| P       | pé               | /p/          |                                            | |
| (Q)     | kú               |              |                                            | In parole straniere |
| R       | er               | /r/          |                                            | |
| S       | es               | /ʃ/          |                                            | |
| Sz      | esz              | /s/          |                                            | |
| T       | té               | /t/          |                                            | |
| Ty      | tyé              | /c/          |                                            | |
| U       | u                | /u/          |                                            | |
| Ú       | ú                |              | /uː/                                       | |
| Ü       | ü                | /y/          | (come la Ü tedesca)                        | variante più corta di ű |
| Ű       | ű                | /yː/         |                                            | |
| V       | vé               | /v/          |                                            | |
| (W)     | dupla vé         | /v/          |                                            | |
| (X)     | iksz             |              |                                            | |
| (Y)     | ipszilon         | /i/          |                                            | |
| Z       | zé               | /z/          |                                            | |
| Zs      | zsé              | /ʒ/          |                                            | |